# Orah (kanton hercegowińsko-neretwiański)
Orah – wieś w Bośni i Hercegowinie, w Federacji Bośni i Hercegowiny, w kantonie hercegowińsko-neretwiańskim, w gminie Ravno. W 2013 roku liczyła 34 mieszkańców, z czego większość stanowili Serbowie.